# زبان‌گاوی ناتال
زبان‌گاوی ناتال (نام علمی: Cynoglossus acaudatus) نام یک گونه از سرده کفشک زبان‌گاوی است.